# Fereggiano
Il Fereggiano (Fêuxàn in lingua ligure /føːˈʒaŋ/) è un torrente di Genova che nasce dalla confluenza tra il rio Molinetto e il rio Finocchiara in località Pedegoli a Genova Quezzi; è un affluente in sinistra idrografica del torrente Bisagno.

## Idronimo
Il nome risale al 1012 e compare con diverse varianti, tra cui Felexano, Falesiano, Faresiano e Faregiano.

## Sfruttamento delle acque
Le sue acque e quelle dei suoi affluenti sono state sfruttate fino alla seconda metà del XX secolo per varie attività industriali, come i frantoi per la produzione dell'olio d'oliva (molti gli oliveti ancor oggi presenti nella valletta) e per l'attività di lavanderia il cui sviluppo è testimoniato dalla presenza di vari lavatoi civici lungo il suo percorso.

## Effetti dell'urbanizzazione
La valletta del rio Fereggiano, così come quella di molti altri corsi d'acqua genovesi, subì varie trasformazioni a causa dell'espansione del tessuto urbano; già nella prima metà del XX secolo, gran parte del letto del Fereggiano fu coperta: la parte terminale del torrente, all'altezza del quartiere di Marassi, scorre sotto le vie Fereggiano e Monticelli. Più a monte il letto del torrente rimase per lo più inalterato, anche se furono realizzate alcune costruzioni all'interno degli argini, se non addirittura a cavallo dell'alveo, ed un tratto del torrente fu coperto con la realizzazione di uno slargo (largo Augusto Merlo) sul quale fu realizzato il capolinea tranviario. Il boom edilizio che interessò la zona negli anni sessanta portò alla cementificazione del torrente che in vari punti è ora costretto in un letto più stretto di quello naturale. Negli anni ottanta furono realizzate sul torrente tre piastre destinate a parcheggio.

### Lo stato di emergenza e la messa in sicurezza
Il 7 aprile 2006, il capo del Dipartimento della Protezione Civile, Guido Bertolaso, ha annunciato durante una visita al quartiere di Quezzi che il Fereggiano sarebbe stato interessato da lavori di messa in sicurezza che avrebbero comportato interventi sugli argini e sul letto del torrente, l'estensione della copertura di largo Merlo e la demolizione di alcuni edifici.
L'8 febbraio 2007, l'allora Presidente del Consiglio Romano Prodi ha dichiarato lo stato di emergenza "in relazione alla grave situazione di pericolo, che interessa il reticolo idrografico del torrente Ferreggiano e del torrente Sturla" nominando Commissario delegato per la gestione dell'emergenza il presidente della regione Liguria Claudio Burlando. Nel marzo 2007 il Consiglio dei ministri ha stanziato un importo pari a 9,5 milioni di euro per la messa in sicurezza del torrente; i cantieri per il primo lotto di lavori sono stati aperti nel giugno 2008 e dal febbraio 2010 sono stati avviati anche i lavori relativi al secondo lotto.

### L'alluvione del 4 novembre 2011
Il 4 novembre 2011 il Fereggiano è esondato a causa delle forti precipitazioni e della massa di detriti portata a valle dalla forza dell'acqua.
Nonostante i lavori di messa in sicurezza iniziati nel 2009, il torrente è straripato comportando l'allagamento di via Fereggiano, corso Sardegna e piazzale Marassi. L'acqua ha invaso negozi, abitazioni e magazzini e ha portato alla morte di 6 persone che avevano cercato rifugio nell'androne di un palazzo.
La causa è stato un forte temporale nato alla convergenza tra la tramontana e lo scirocco. Tutto ciò ha impedito il movimento di esodo che si è andato letteralmente ad incastrare nella Val Fereggiano, scaricando in sole 4 ore una massa d'acqua che di solito cade in 5-6 mesi.
Ma il Fereggiano non è nuovo alle esondazioni: si ricordano, fra le altre, quelle del 29 ottobre 1945 e dell'8 novembre 1951.
Attualmente sono in corso dei lavori di pulizia del torrente ed è stata messa in parte in sicurezza la frana presente prima della copertura.

### L'alluvione del 9 ottobre 2014
Il 9 ottobre 2014 ha avuto luogo una nuova alluvione che ha creato meno danni di quella avvenuta tre anni prima, grazie all'argine ricostruito proprio dopo l'alluvione del 4 novembre 2011, che, in questo caso, non è andato distrutto. In seguito all'esondazione del Bisagno, anche il Fereggiano è uscito dagli argini allagando la parte bassa di Quezzi e Marassi, contribuendo a danneggiare le zone interessate e in seguito causando la morte di un uomo.

## Scolmatore
Negli anni novanta iniziò la costruzione di un deviatore del torrente che avrebbe dovuto portare le acque da Quezzi direttamente al mare per evitare il rischio di straripamenti, ma i lavori furono interrotti prima della loro conclusione.
Dopo l'alluvione del 2011 è stato ripreso in mano il progetto del canale scolmatore del torrente Bisagno che interesserà anche il Fereggiano, dovendone raccogliere gran parte delle acque lungo il suo percorso. Il 7 aprile del 2015 sono iniziati i lavori che prevedono una galleria di 3717 metri di cui 909 già esistenti realizzati negli anni '90, la galleria ha una forma policentrica con un diametro di 5,2 m, il valore dei lavori è di 45 milioni di euro. La portata è di 160 mc/s, che comprende la portata del Fereggiano di 111 mc/s verificatasi nell'alluvione del 2011, oltre a questo si aggiungono le portata del Rio Rovare per 26 mc/s e il rio Noce per 23 mc/s. A giugno del 2017 il fronte di scavo è arrivato in corrispondenza del monoblocco sul mare. Nel 2019 i lavori minimi per considerare lo scolmatore funzionante in caso di necessità sono terminati. A marzo del 2020 i lavori sono conclusi.

## Edifici di interesse nelle vicinanze
Sulla sponda sinistra del Fereggiano si trova il santuario della Madonna del Monte.